# Alice Solves the Puzzle
Alice Solves the Puzzle (deutscher Titel: Alice löst das Rätsel) ist ein knapp 7-minütiger, ursprünglich stummer Zeichentrick-Realfilm in Schwarzweiß aus dem Jahr 1925. Er ist die 15. Episode der Cartoon-Serie Alice Comedies, die von 1923 bis 1957 lief und insgesamt 57 Episoden umfasste. Sie war in den Walt Disney Studios und in den Winkler Pictures als Gemeinschaftsproduktion entstanden.
Der Kurzfilm ist unter deutschem Titel so gut wie unbekannt, da er in Deutschland möglicherweise nie im Fernsehen gezeigt wurde. In Alice Solves the Puzzle debütieren mehrere Disney-Charaktere, die seit dieser Episode zum festen Ensemble gehören, darunter Bootleg Pete, der später als „Kater Karlo“ Berühmtheit erlangte. Es ist außerdem der erste US-amerikanische Trickfilm, der öffentlicher Zensur zum Opfer fiel.

## Handlung
Die kleine Alice hat es mal wieder schwer: Das Lösen eines kurzen Kreuzworträtsels will ihr einfach nicht gelingen. Ihr Freund Julius (ein Kater, der gehen und sprechen kann) weiß die Lösung auch nicht und schlägt Alice vor, an den Strand zu gehen. Etwas Ablenkung könnte sie ja auf den richtigen Weg führen. Die beiden tollen ein wenig im Wasser herum, bevor sie wieder an Land gehen und einen Leuchtturm besichtigen. Gerade als Alice sich daran macht, den Leuchtturm zu besteigen, nähert sich der Bär Bootleg Pete auf einem großen Surfbrett, das von einem fliegenden Pelikan gezogen wird. Pete ist ein etwas über-enthusiastischer Sammler seltener Rätsel, speziell noch ungelöster Kreuzworträtsel. Alice besitzt augenscheinlich das letzte noch ungelöste Mini-Kreuzworträtsel und natürlich will Pete es haben.
In der Originalfassung des Kurzfilms rast Pete an einer Küstenwache vorbei, die natürlich sofort die Verfolgung aufnimmt. Bevor der Bär sein Entkommen genießen kann, hält ihn ein Zollinspektor auf, der Pete nach Bannware durchsuchen will. Weil er aber nichts Verdächtiges findet, lässt er Pete weitersurfen. Pete feixt, dann holt er eine Flasche Whiskey aus dem Schnabel des Pelikans. Als er schließlich Alice einholt, eskaliert die Situation: Pete fordert die sofortige Herausgabe des Rätsels, doch Alice denkt nicht dran (siehe Titelbild). Als Pete ihr droht, verpasst sie ihm eine Kopfnuss und rennt auf die Spitze des Leuchtturms. Aber auch dort ist sie nicht vor Pete sicher und so ruft sie um Hilfe.
Julius, der wegen seines eigensinnigen Badetuchs und dessen Launen zurückgeblieben war, hört Alice’ Hilferufe. Sofort klettert er an einem Seil hinauf, das sich aber unbemerkt von der Seilwinde löst, sodass Julius kurz in der Luft schwebt. Erst als der Kater bemerkt, dass er nicht mehr am Seil hängt, fällt er zu Boden. Daraufhin bastelt er kurzerhand aus seinem Schweif eine Sprungfeder und lässt sich auf die Aussichtsplattform des Leuchtturms katapultieren. Dort kommt es zum Handgemenge zwischen Julius und Pete, das Julius gewinnt. Pete wird vom Leuchtturm geschleudert und landet auf einer im Meer treibenden Boje. Dort erwischt ihn die Küstenwache und zieht Pete die Nase lang, bevor sie ihn verhaftet. Unterdessen feiern Alice und Julius ihr Happy End, als Alice endlich die zündende Idee kommt: Das lang gesuchte Lösungswort lautet „The End“ – und damit ist der Kurzfilm auch wirklich zu Ende.

## Hintergründe

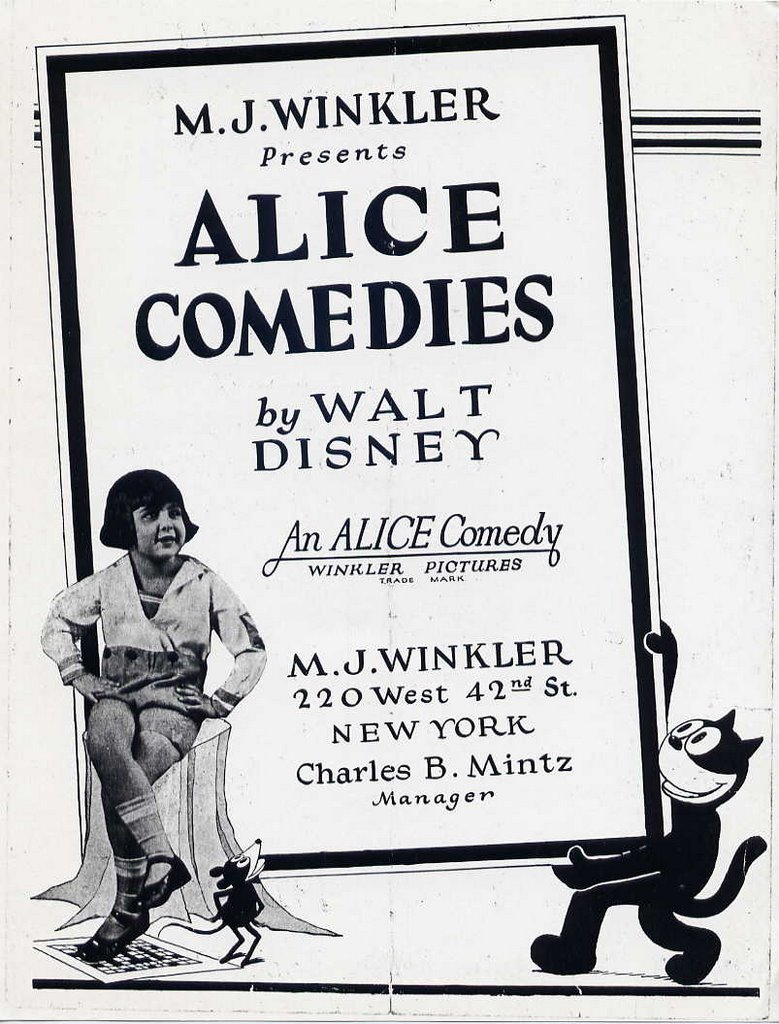
Poster von 1925 zur Serie Alice Comedies. Links ist Margie Gay als „Alice“ zu sehen, rechts der Kater „Julius“.

### Produktionsdetails
Die Cartoonserie Alice Comedies ist eine lose und interpretative Anspielung an Lewis Carrolls Alice im Wunderland, das sich zu Walt Disneys Zeiten in den USA größter Beliebtheit erfreute. Erste Entwurfszeichnungen zur Serie entstanden Anfang August 1923. Die Episode Alice Solves the Puzzle wurde am 12. Februar 1925 im Rivoli Theater in South Fallsburg im US-Bundesstaat New York uraufgeführt, am 15. April 1930 wurde der Kurzfilm erstmals vertont.
Die Realfilmfigur der Alice wurde anfänglich vor einer reinweißen, leeren Leinwand aufgezeichnet, die Cartoon-Animationen wurden Einzelbild für Einzelbild um das Mädchen herum gezeichnet. Ub Iwerks und Walt Disney gelang es jedoch, ein Verfahren zu entwickeln, das diese Vorgehensweise umkehrte, sodass die Realfilm-Alice vor der Cartoonleinwand erscheinen konnte. Der Rest war minutiöse Schnittarbeit. Die Alice-Comedies-Serie war nicht die erste Cartoonreihe, die Realfilmfiguren verwendete und zeigte (zuvor war 1920/21 die Charlie-Chaplin-Serie erschienen), doch wurde sie mit die bekannteste und populärste. Die Kombination aus Trickfilm und Realfilm nennt sich Mischfilm und ist seit 1920 bekannt und in Gebrauch. Sowohl den Disney-Studios wie auch den Fleischer Studios wird nachgesagt, dass sie die Mischfilmtechnik revolutioniert hätten.
Alice Solves the Puzzle ist der erste Zeichentrickfilm der US-amerikanischen Geschichte, der öffentlicher Zensur zum Opfer fiel. Der Kurzfilm kam zur Zeit der Prohibition in den Vereinigten Staaten von 1920 bis 1933 heraus, als Alkohol als Genussmittel gesetzlich verboten war. Der Historiker und Filmforscher Russell Merritt studierte die Alice-Comedies-Serie und entdeckte in den Disney-Archiven ganz zufällig eine deutsche Fassung der Episode Alice Solves the Puzzle. Zu seinem Erstaunen war diese deutlich länger als die US-Version und enthielt die umstrittene Szene, in der „Bootleg Pete“ eine Whiskeyflasche aus einem Pelikan-Schnabel zieht. Walt Disney wollte die Episode eigentlich ungeschnitten veröffentlichen, doch das Pennsylvania Censorship Board (PCB) bestand höflich darauf, die Szene herauszuschneiden, selbst wenn es nur um einen Cartoon gehe. Disney gab schließlich nach und ließ die Szene aus allen US-Filmversionen herausschneiden. Allerdings hatten zwei Filmrollen bereits Deutschland erreicht und waren dadurch von der Zensur verschont geblieben. Im deutschen Fernsehen wurde der Kurzfilm möglicherweise jedoch nie gezeigt – gemäß Merritt ist es nicht einmal sicher, ob er es überhaupt in deutsche Kinos schaffte, obwohl eine übersetzte Fassung vorlag. In der US-Version sind trotzdem ganze zwei Einzelbilder erhalten, die für den Bruchteil einer Sekunde eine Whiskeyflasche zeigen, die aus dem Schnabel ragt.

### Charaktere und Besetzung
Die kleine Alice ist die Protagonistin der Serie. Sie ist die einzige Realfilmfigur und wurde in der Serie Alice Comedy von verschiedenen Kinderdarstellerinnen verkörpert. In Alice Solves the Puzzle wurde sie von der damals erst vierjährigen Margie Gay gespielt, die mit Bubikopf-Frisur auftrat und ihr eigenes Debüt feierte. Andere „Alice“-Darstellerinnen, wie zum Beispiel Virginia Davis, trugen schulterlange Löckchen. Alice begegnet immer wieder kleinen Alltagsproblemen, die sie mit Hilfe ihrer Zeichentrickkatze „Julius“ löst. Sie taucht dabei in eine zweidimensionale Cartoonwelt ein, in der sie mit den Trickfiguren interagieren kann, als ob sie echt wären.
Der Charakter Julius the Cat (dt. „Julius, die Katze“) ist neben Alice der Zweitprotagonist der Serie. Er ist ein anthropomorpher Kater (wobei sein Geschlecht nur ein einziges Mal in einer Vorgängerepisode bestätigt wird) und das von Disney erfundene Gegenstück zu Felix the Cat. Nachdem Disney den Kater „Felix“ bei einem Rechtsstreit an dessen Mit-Schöpfer, Pat Sullivan, verloren hatte, die Alice-Comedies-Drehbücher aber bereits einen Katzencharakter vorsahen, entwarfen Walt Disney und Margaret J. Winkler kurzerhand ihren eigenen Kater. Die Ähnlichkeit zwischen Julius und Felix bleibt dabei allerdings auffällig: Auch Julius ist pechschwarz mit weißem Gesicht und verhältnismäßig kleinen Ohren. Julius kann ebenfalls seinen Schwanz in allerhand nützliche Dinge wie zum Beispiel Sprungfedern und Treppenstufen umfunktionieren. Obwohl Julius eine von Walt Disney erdachte Figur ist, gehört er nicht zum offiziellen Micky-Maus-Universum, da die beiden Figuren nie gemeinsam aufgetreten sind. Etwa 1958 wurde er als Trickfilmfigur aufgegeben und ist seitdem nie wieder in Filmen oder Comics erschienen.
Der Charakter Bootleg Pete (dt. „Schmuggler-Pete“) feiert in dieser Episode sein Debüt. Er ist Alice’ Erzfeind und erscheint als anthropomorpher, diebischer Bär mit Holzbein und Zylinderhut, der sich unter anderem auf das Aneignen seltener Kreuzworträtsel spezialisiert hat. Er geht dabei recht rücksichtslos vor und auch sonst begeht er zahlreiche kleinere Straftaten (vor allem Schmuggel). Nachdem er von 1926 bis 1927 in einigen Kurzepisoden mit Oswald, dem lustigen Hasen, aufgetreten und zum ersten Mal Micky Maus begegnet war, wurde er in einen anthropomorphen Kater umgezeichnet: Für Disney war es nur logisch, dass ein Kater viel besser zu einer Maus als deren Erzfeind passt. Schon zu dieser Zeit hatte er kein Holzbein mehr. Kater Karlo, vormals bekannt als Bootleg Pete, ist somit noch vor Micky Maus mit dem Erstauftritt im Februar 1925 der älteste kontinuierlich auftretende Walt-Disney-Charakter.